# Distretto di Caminaca
Il distretto di Caminaca è un distretto del Perù, facente parte della provincia di Azángaro, nella regione di Puno.